# Sveinung Bjelland
Sveinung Bjelland (* 1970 in Stavanger, Norwegen) ist ein norwegischer Pianist.

## Leben
Bjelland studierte bei Hans Leygraf am Mozarteum in Salzburg und an der Hochschule der Künste, heute Universität der Künste Berlin, in Berlin, wo er mit besonderer Auszeichnung sein Studium abschloss. 1999 wurde er vom norwegischen Staatsorchester zum Jungen Solisten des Jahres gekürt.
Bjelland hat seit dieser Zeit mit bekannten Orchestern und Solisten und unter verschiedenen Dirigenten gearbeitet. Mit der norwegischen Sängerin Isa Katharina Gericke wurden verschiedene Liedereinspielungen aufgenommen. 2006 wurde seine Einspielung von Sonaten von Mendelssohn und Domenico Scarlatti für den norwegischen Spelemannspris nominiert. Sein Debüt an der Londoner Wigmore Hall war im Oktober 2008.
Zum 1. Juli 2014 wurde Bjelland von der Universität Agder in Kristiansand in Norwegen zum Professor für das Fach Piano berufen.